# Más allá del límite (película de 1995)
 Más allá del límite es una película dramática de Argentina filmada en colores dirigida por Ezio Massa sobre su propio guion que se estrenó el 5 de octubre de 1995 y tuvo como actores principales a Mario Pasik, Daniel Miglioranza, Luis Luque, Horacio Erman y Marina Skell. Fue el trabajo de tesis del director para el Instituto de Arte Cinematográfico de Avellaneda, filmada en 16 mm y pasada a 35 mm.

## Comentarios
Horacio Bernades en El Amante del Cine  escribió:

«No hay acción, movimiento, pero tampoco personajes, ni drama ni nada. Todo está filmado de cualquier manera.»

Ezio Massa en La Prensa del 23 de junio de 1994 escribió:

«Tiene elementos policiales y psicológicos, en el que se alternan tres historias que tienen puntos de contacto y están contadas con un efecto de bola de nieve con un in crescendo constante.»

Diego Battle en La Maga opinó:

«Un relato bien estructurado que lo atrapará.»

Manrupe y Portela escriben:

«Si la historia hace agua en ciertos momento, la preocupación por lo formal salva la estética de esta joven producción.»

## Premios y nominaciones
Festival de Cine de La Habana 1995
- Nominada al Premio al Mejor Filme